# بيرسي بست
بيرسي بست (بالإنجليزية: Percival Best)‏ هو سياسي أسترالي، ولد في 21 مارس 1873، وتوفي في 14 أبريل 1943. انتخب عضو مجلس نواب تسمانيا.